# Paula Saldanha
Paula Marie Jeanne Saldanha (ur. 30 kwietnia 1973 w Funchal) – portugalska judoczka. Olimpijka z Barcelony, gdzie zajęła siódme miejsce w wadze półlekkiej.
Uczestniczka mistrzostw świata w 1991, 1995 i 1999. Startowała w Pucharze Świata w latach 1989, 1992, 1993 i 1995-2001. Srebrna medalistka mistrzostw Europy w 1999 i piąta w 1992 i 1994 roku.

## Letnie Igrzyska Olimpijskie 1992
| Konkurencja | Eliminacje                   | Eliminacje           | Eliminacje          | Repasaże               | Repasaże                  | Klas. końcowa |
| Konkurencja | Przeciwnik I                 | Przeciwnik II        | 1/4                 | Przeciwnik I           | Przeciwnik II             | Miejsce       |
| ----------- | ---------------------------- | -------------------- | ------------------- | ---------------------- | ------------------------- | ------------- |
| 52 kg       | Rawdangijn Deczinmaa (MGL) Z | Lyne Poirier (CAN) Z | Jessica Gal (NED) P | Dina Maksutova (EUN) Z | Alessandra Giungi (ITA) P | 7.            |